# Gobioides broussonnetii
Gobioides broussonnetii es una especie de peces de la familia de los Gobiidae en el orden de los Perciformes.

## Morfología
Los machos pueden llegar a alcanzar los 55,3 cm de longitud total y 311 g de peso.

## Hábitat
Es un pez de clima tropical (23 °C-25 °C) y demersal.

## Distribución geográfica
Se encuentra en el Atlántico occidental: Belice, el Brasil, las Islas Caimán, Colombia, Cuba, la República Dominicana, la Guayana Francesa,  Haití, Jamaica, México, Puerto Rico Surinam, las Islas Turcas y Caicos, los Estados Unidos y Venezuela.

## Observaciones
Es inofensivo para los humanos.